# Alphabicycle Order
Alphabicyle Order is een compositie van Colin Matthews gebaseerd op de gelijknamige kinderversjes van Christopher Reid (1949) uit 2001.

## Muziek
Reid schreef een 26-tal gedichten voor kinderen met het alfabet in het hoofd. Hij schreef kleine fantasietjes waarbij de (Engelstalige) woorden vervormd en uit hun verband gerukt zijn. Het zijn over het algemeen komische rijmpjes, maar af en toe ook een beetje eng. Zo is Vumpire een kruising tussen een vampire en een umpire. Daarentegen is de oy-oy een omgekeerde yo-yo, waarbij de tol niet het middelpunt van belangstelling is maar het koord, dat zich om de tol heen windt en weer loslaat.
Matthews schreef muziek bij de gedichten die aansluit bij het gedicht zelf. Het is zeer breekbare muziek, waarbij de diverse muziekinstrumenten tot hun recht komen. De muziekpartijen liggen open, dat wil zeggen, dat ze uitzonderlijk goed te horen zijn; het werk kan dan ook gebruikt worden als een kennismaking met de diverse muziekinstrumenten. De teksten worden voorgelezen door een verteller of gezongen door een kinderkoor, die geen moeilijke zangpartij kregen, maar een uiterst ritmisch gevoelige partij. De orkestpartij is zeker niet voor een amateurorkest weggelegd, zo zit in het stuk een solo voor de hoorn, die een aanslag op de embouchure is, technisch niet zo moeilijk, doch qua ademhaling en intonatie zeer moeilijk.
Het werk neigt qua inhoud naar Sergej Prokofjevs Peter en de wolf, een kennismaking met klassieke muziek voor kinderen.

## Delen
De titels vormen een knipoog naar de werkelijkheid:
1. Alphabike
2. Butterflea
3. Cluckwork
4. Diffodills
5. Eyeland (verbastering van island; land met uitzicht op zicht (see) in plaats van zee (sea))
6. Fountain-climbing
7. Gruntparents
8. Hair-bear
9. Iciclist
10. Jelliments
11. Knu (verbastering van gnu ; vraag, bestaan er ook knu’s in het wild; they don’t gnow; ze weten het niet)
12. Liarbird (verbastering van de lyre bird)
13. Moonologue (monoloog, door een eenzaam mannetje op de moon)
14. Nose-bush
15. Oy-oy
16. Popgum
17. Queen Bean
18. Rabbitsong (heeft iemand ooit een rabbit zijn/haar liedje horen zingen: Lettuce, lettuce, lettuce)
19. Sleepdogs
20. Trash-chest
21. Umbrellaphant (kruising tussen (umbrella) en olifant
22. Vumpire
23. Wherewolf
24. Xylophonophobia (angst voor xylofoons, ontstaan door Dance macrabre)
25. Yatch
26. Zagzig (is niet het omgekeerde van zigzag, want dat is weer een zigzag het is een vleesetende bij uit het bos op de Noordpool)

Het totaal valt in vijf delen uiteen; 1-6, 7-11, 12 en 13, 14-18 en 19-26.

## Discografie
- Uitgave Hallé; Richard Dawkins begeleid door het Hallé Orchestra o.l.v. Edward Gardner, uitgave privé platenlabel van het orkest; live-opnamen van première 10 en 11 juli 2007